# Кратер Стікні

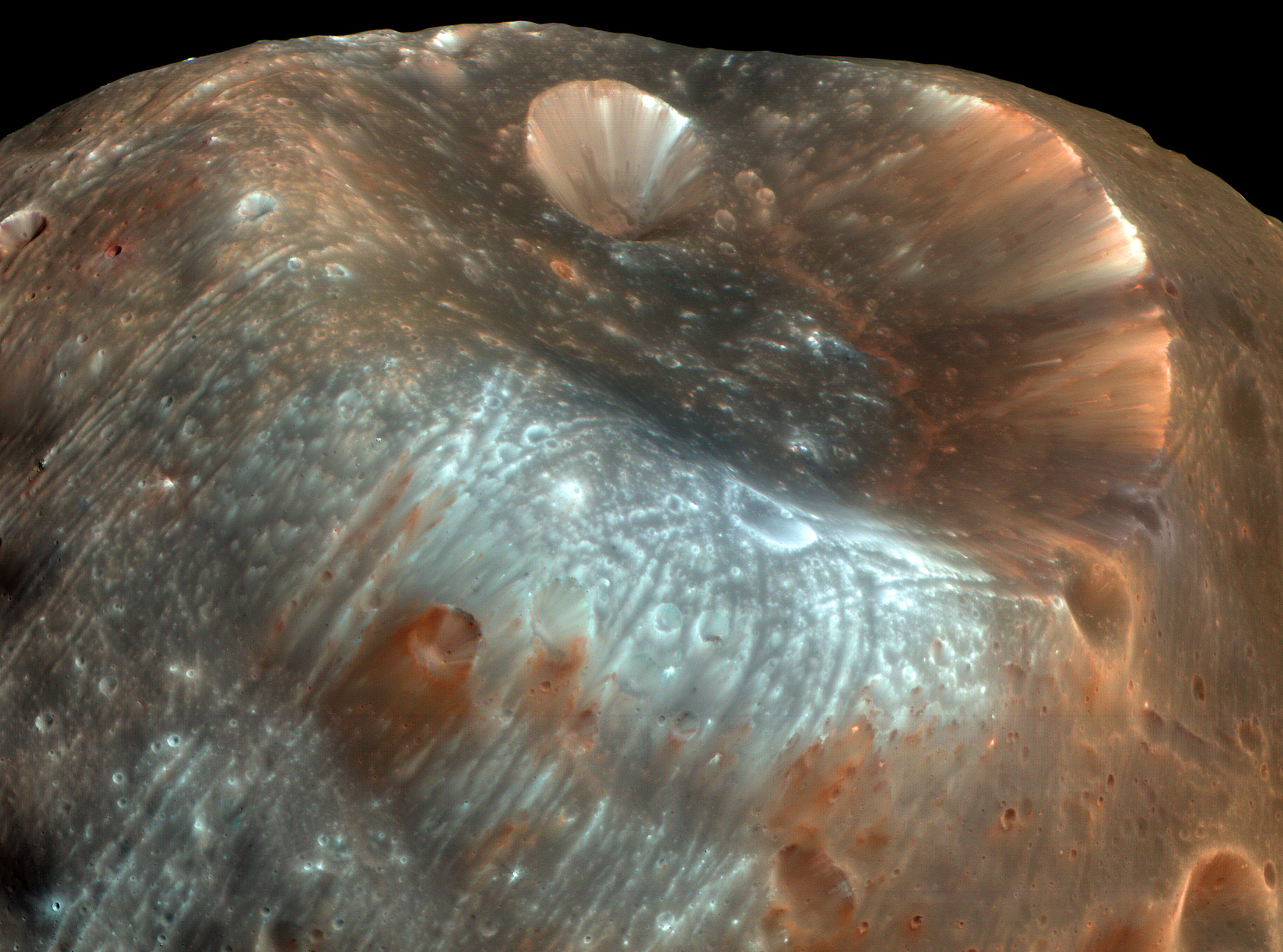
Кратер Стікні зфотографований Mars Reconnaissance Orbiter у березні 2008 року

Кратер Стікні (англ. Stickney) — найбільший метеоритний кратер на Фобосі, природному супутнику Марса. Діаметр кратера становить близько 9 км, таким чином він займає значну частину поверхні Фобоса. Названий на честь Хлої Анджеліни Стікні Холл, дружини американського астронома Асафа Голла, який відкрив обидва супутники Марса у 1877 році.
1878 року Холл написав, що він «полишив би пошук [супутників Марса] якби не підбадьорювання [його] жінки». Назву кратер отримав 1973 року, базуючись на знімках отриманих апаратом «Марінер-9».

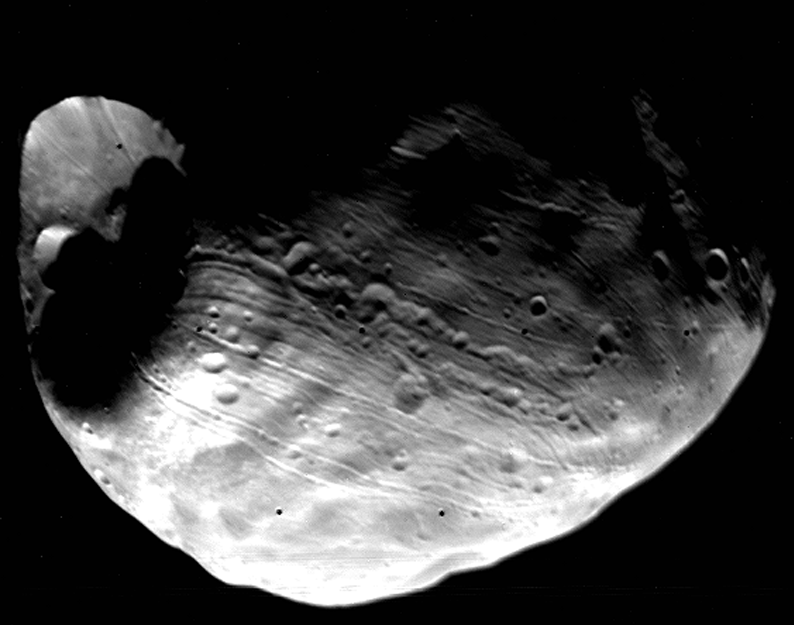
Картер Стікні (ліворуч) із радіальними жолобками

Всередині кратера розташований ще один кратер меншого розміру (2 км), який утворився в результаті пізнішого зіткнення. 2006 року цей кратер отримав назву Лімток, на честь персонажа з «Мандрів Гуллівера» Джонатана Свіфта. Загалом, на Фобосі багато об'єктів названо на честь персонажів-ліліпутів, на згадку про факт, що в «Мандрах Гулівера» згадано рівно два супутники Марса, хоча відкрито їх було набагато пізніше, лише в XIX сторіччі.
Від Стікні радіально відходять численні жолобки та кратерні ланцюги. Це призвело до появи теорії, що удар, який утворив Стікні, майже знищив Фобос. Однак, як випливає з даних «Марс-експрес», кратерні ланцюги не пов'язані зі Стікні і, можливо, утворилися від уламків матеріалу, вибитого астероїдами з поверхні Марса. Кратер має помітну смугасту текстуру на внутрішніх стінах, зумовлену зсувами ґрунту, який падає в кратер.
Кратер Стікні розташований у центрі західного краю поверхні Фобоса на боці, якій обернений до Марса. Тому, за підрахунками, Стікні досить великий, щоб його можна було розрізнити з поверхні Марса неозброєним оком.
У повісті Кіма Стенлі Робінсона «Червоний Марс» у кратері Стікні розташоване місто.